# Paul LaRocque
Pour les articles homonymes, voir Paul Larocque.
Mgr Paul LaRocque (né à Sainte-Marie-de-Monnoir le 27 octobre 1846, mort à Sherbrooke le 15 août 1926) est un ecclésiastique canadien,  2e évêque du diocèse de Sherbrooke.

## Biographie
Il est consacré évêque le 30 novembre 1893 dans l'ancienne cathédrale Saint-Michel de Sherbrooke par Mgr Fabre, archevêque de Montréal avec comme co-consécrateurs Elphège Gravel et Maxime Decelles.
C'est lui qui a fait bâtir le sous-sol de l'actuelle Basilique-cathédrale Saint-Michel de Sherbrooke, ainsi que l'évêché de Sherbrooke, qui deviendra plus tard un archevêché. 
Il donna la reconnaissance canonique à deux communautés de fondation diocésaine: les petites sœurs de la Sainte Famille, qu'il accueille en 1895, et les Missionnaires de Notre-Dame des Anges. Toutes deux installent à Sherbrooke leur maison-mère. Mgr LaRocque accueille également trois communautés contemplatives qui fondent une maison dans le diocèse de Sherbrooke, soit les Sœurs Adoratrices du Précieux Sang, les Servantes du Très-Saint-Sacrement, dont la maison générale est à Sherbrooke depuis 2008, et les bénédictins qui fondent le monastère de Saint-Benoît-du-Lac. Plusieurs autres communautés s'installeront aussi dans le diocèse sous son épiscopat.
Ayant une santé fragile, Mgr LaRocque demande un évêque auxiliaire ce que le pape Benoît XV lui accorde. C'est son vicaire général, Mgr Hubert-Olivier Chalifoux, qui est choisi. 
Il décède des suites de ses ennuis de santé le 15 août 1926, jour de la solennité de l'Assomption de Marie. On raconte qu'il était particulièrement joyeux ce jour-là. 
Son corps est inhumé dans la crypte de la Basilique-Cathédrale Saint-Michel avec les autres évêques de Sherbrooke et sa sœur, Delphine LaRocque.  
Le portrait de monseigneur LaRocque figure dans un vitrail du transept nord de la cathédrale.

## Succession apostolique
Paul LaRocque a ordonné les évêques suivants :
- Évêque Hubert-Olivier Chalifoux (1914)